# Coupe d'Asie de l'Est de football
La Coupe d'Asie de l'Est de football est une compétition de football opposant les équipes des pays et territoires situés en Asie de l'Est. Elle est organisée par la Fédération de football d'Asie de l'Est (EAFF).
Il existe deux compétitions séparées : l'une pour les équipes masculines qui se tient depuis 2003, l'autre pour les équipes féminines qui se tient depuis 2005.
En 2005, s'est tenue une compétition par points, cumulant les résultats des équipes masculines et féminines, excepté ceux obtenus lors des phases de qualification.
Les équipes nationales de Chine, de Corée du Sud et du Japon sont automatiquement qualifiées. Les équipes de Taïwan, de Corée du Nord, de Guam, de Hong Kong, de Mongolie et de Macao doivent passer par des phases de qualification.
La compétition est disputée dans un championnat à quatre, chaque équipe affrontant une seule fois les trois autres. L'équipe qui a le plus de points au classement remporte le trophée.
Avant la fondation de l'EAFF en 2002, la Dynasty Cup, qui se tenait entre les quatre meilleures équipes d'Asie de l'Est, faisait office de Championnat d'Asie de l'Est de football.

## Dynasty Cup
| 1990 | Chine     | Corée du Sud (1) | Chine        | Corée du Nord      | Japon              |
| 1992 | Chine     | Japon (1)        | Corée du Sud | Corée du Nord      | Chine              |
| 1995 | Hong Kong | Japon (2)        | Corée du Sud | Hong Kong Ligue XI | Chine              |
| 1998 | Japon     | Japon (3)        | Chine        | Corée du Sud       | Hong Kong Ligue XI |

## Palmarès masculin
| 2003 | Japon        | Corée du Sud (2) | Japon        | Chine         | Hong Kong     |
| 2005 | Corée du Sud | Chine (1)        | Japon        | Corée du Nord | Corée du Sud  |
| 2008 | Chine        | Corée du Sud (3) | Japon        | Chine         | Corée du Nord |
| 2010 | Japon        | Chine (2)        | Corée du Sud | Japon         | Hong Kong     |
| 2013 | Corée du Sud | Japon (4)        | Chine        | Corée du Sud  | Australie     |
| 2015 | Chine        | Corée du Sud (4) | Chine        | Corée du Nord | Japon         |
| 2017 | Japon        | Corée du Sud (5) | Japon        | Chine         | Corée du Nord |
| 2019 | Corée du Sud | Corée du Sud (6) | Japon        | Chine         | Hong Kong     |
| 2022 | Japon        | Japon (5)        | Corée du Sud | Chine         | Hong Kong     |
| 2025 | Corée du Sud | Japon (6)        | Corée du Sud | Chine         | Hong Kong     |

### Classement par édition
| Équipe                 | 1990                 | 1992                 | 1995                 | 1998                 | 2003                 | 2005                 | 2008                 | 2010                 | 2013 | 2015                 | 2017                 | 2019                 | 2022                 | 2025                 |
| ---------------------- | -------------------- | -------------------- | -------------------- | -------------------- | -------------------- | -------------------- | -------------------- | -------------------- | ---- | -------------------- | -------------------- | -------------------- | -------------------- | -------------------- |
| Corée du Sud           | 1er                  | 2d                   | 2d                   | 3e                   | 1er                  | 4e                   | 1er                  | 2d                   | 3e   | 1er                  | 1er                  | 1er                  | 2d                   | 2d                   |
| Chine                  | 2d                   | 4e                   | 3e                   | 2d                   | 3e                   | 1er                  | 3e                   | 1er                  | 2d   | 2d                   | 3e                   | 3e                   | 3e                   | 3e                   |
| Corée du Nord          | 3e                   | 3e                   | ×                    | ×                    | ×                    | 3e                   | 4e                   | q2                   | q2   | 3e                   | 4e                   | q2                   | ×                    | ×                    |
| Japon                  | 4e                   | 1er                  | 1er                  | 1er                  | 2d                   | 2d                   | 2d                   | 3e                   | 1er  | 4e                   | 2d                   | 2d                   | 1er                  | 1er                  |
| / Hong-Kong League XI  | ×                    | ×                    | 4e                   | 4e                   | ×                    | ×                    | ×                    | ×                    | ×    | ×                    | ×                    | ×                    | ×                    | ×                    |
| Hong Kong              | ×                    | ×                    | ×                    | ×                    | 4e                   | q                    | q                    | 4e                   | q2   | q2                   | q2                   | 4e                   | 4e                   | 4e                   |
| Taipei chinois         | ×                    | ×                    | ×                    | ×                    | q                    | q                    | q                    | q2                   | q2   | q2                   | q2                   | q2                   | ×                    | q1                   |
| Macao                  | ×                    | ×                    | ×                    | ×                    | q                    | ×                    | q                    | q1                   | q1   | q1                   | q1                   | q1                   | ×                    | q1                   |
| Mongolie               | ×                    | ×                    | ×                    | ×                    | q                    | q                    | q                    | q1                   | ×    | q1                   | q1                   | q2                   | ×                    | q1                   |
| Guam                   | ×                    | ×                    | ×                    | ×                    | q                    | q                    | q                    | q2                   | q2   | q2                   | q2                   | q1                   | ×                    | q2                   |
| Îles Mariannes du Nord | ×                    | ×                    | ×                    | ×                    | ×                    | ×                    | q                    | q1                   | q1   | q1                   | q1                   | q1                   | ×                    | ×                    |
| Australie              | Non membre de l'EAFF | Non membre de l'EAFF | Non membre de l'EAFF | Non membre de l'EAFF | Non membre de l'EAFF | Non membre de l'EAFF | Non membre de l'EAFF | Non membre de l'EAFF | 4e   | Non membre de l'EAFF | Non membre de l'EAFF | Non membre de l'EAFF | Non membre de l'EAFF | Non membre de l'EAFF |

Légende : 
- 1er : Vainqueur
- 2d : Finaliste
- 3e : Troisième
- 4e : Quatrième
- q : éliminé en qualifications
- q1 : éliminé en qualifications (1er tour)
- q2 : éliminé en qualifications (2d tour)
- × : ne participe pas / Forfait / Suspendu